# جينيسيس موتورز
جينيسيس موتورز (بالإنجليزية: Genesis Motor)‏ هي شركة كورية لصناعة السيارات الفاخرة والفارهة اعتُمدت مبدئياً كخطة لشركة هيونداي لصنع فئة خاصة من السيارات الفخمة وذلك بإنتاج أول سيارة فاخرة سنة 2008م. ليتم بعدها الإعلان الرسمي لعلامة جينيسيس كشركة مستقلة في نوفمبر 2015م.

## الفريق
تمتلك جينيسيس نخبة من كبار المصممين لديها، فقد عُيين مانفريد فيتزجيرالد مدير التصميم السابق لدى شركة لامبورغيني رئيساً لجينيسيس،  بينما قاد البلجيكي لوك دونكرولك مدير التصميم السابق لدى مجموعة فولكسفاغن  فريق التصميم لدى جينيسيس منذ 2016م.
ويعمل جنباً إلى جنب مع الألماني بيتر شراير مدير التصميم لدى فرع كيا بالإضافة إلى الألماني ألبرت بييرمان الرئيس السابق لفرع بي أم دبليو أم كمسؤول عن تطوير الأداء لدى جينيسيس، ليلحق بهم سان يوب لي من بنتلي وألكسندر سيليبانوف من بوغاتي ليعملا معاً على التصميم الداخلي لسيارات جينيسيس.

## التاريخ
بدأت هيونداي بتصميم النماذج الأولية لسيارة جينيسيس منذ 2003 وقامت بتقديم أول نموذج فعلي لها في العام 2007  أي بعد أربعة سنوات من التصميم بتكلفة بلغت 500 مليون دولار، ومرحلة تطوير على مدار 23 شهراً وذلك بقطع 800.000 ميل في أصعب الحلبات الرياضية في العالم كحلبة نورنبيرنينغ الألمانية  قبل تقديمها لأول مرة ضمن الشمالية الدولي للسيارات  كما تتبع جينيسيس بعد إعلانها شركة مستقلة رسمياً نفس الطريقة مع جميع فئاتها فقد قطعت جينيسيس جي 70. مليون ميل قبل عرضها لأول مرة وأجريت لها عدة اختبارات في حلبة نورنبيرنينغ الألمانية استمرت لأكثر من عامين وأجري لها اختبارات ثبات في الفصول الأربعة من السنة كما تم اختبارها في جميع الأجواء والتغيرات الطقسية وقد أثبتت هذه الفئة أنها تستحق ان تكون ضمن أسطول جينيسيس وأن تأخذ مكانتها ضمن منافسيها.

## الخطط المستقبلية
بحلول 2020 ستبدأ جينيسيس بإنتاج فئات الدفع الرباعي الخفيف بالإضافة لفئات الكوبيه والسوبر سبورت مما سيرفع عدد موديلاتها إلى 10 موديلات  كما ستتبع الترتيب العددي في تسمية جميع الفئات من 70,80,90 مع حرف G الذي يمثل اسم السيدان جينيسيس، أما فئة الدفع الرباعي فستحصل على حرفي GV، أما بالنسبة لفئة الكوبيه فستحصل أيضا على حرفي GT ويأتي من بعدها الرقم بالطبع بذلك تصبح فئات جينيسيس مقسمة كالتالي:
- إس يو في (GV90 GV80 GV70)
- كوبيه (GT90 GT80 GT70)
- سيدان (G90 G80 G70)
- سوبر سبورت (Essentia)

وأكدت جينيسيس على أن جميع هذه الفئات سيتم تدشينها وإطلاقها رسميا قبل العام 2023م. كما قامت جينسيس بتعزيز حضورها في الأسواق العالمية عبر فئتي G80 و G70 والتي جعلت لجينيسيس شعبية جارفة عبر انتزاع لقب أفضل شركة سيارات في أمريكا من مرسيدس وبي ام دبليو واودي وبورش ولكزس لعام 2018 و 2019 لتتربع جينيسيس على عرش أفضل شركة سيارات في العالم لعامين متتاليين وذلك بحسب ماصنفته مؤسسة جي دي باور الأمريكية ومنظمة كونسيومر ريبورتس العالمية. كما تصنف جميع فئات جينيسيس الكورية كأفضل شركة سيارات في العالم من حيث وسائل الأمان من قبل المعهد العالمي لوسائل السلامة IIHS ويعود الفضل لنسبة الفولاذ العالية في فئات جينيسيس والتي تمثل نسبة 55% من هيكل السيارة بذلك تصبح جينيسيس في مقدمة السيارات الأكثر أماناً بجانب فولفو السويدية 

## الفئات
تمتلك شركة جينيسيس 5 فئات حتى الآن هما
"G90"سيدان كامل الحجم تم انتاجه في العام 2015
"G80"سيدان كبير الحجم تم انتاجه في العام 2015 "GV80"جيب كبير الحجم تم انتاجه في العام 2020 "G70" سيدان مدمج الحجم تم انتاجه في العام 2017 "GV70" جيب مدمج الحجم تم انتاجه في العام 2020
وتنوي جينيسيس رفع عدد موديلاتها إلى 10 طرازات. 3 طرازات سيدان و 3 طرازات اس يو في و 3 طرازات كوبيه وطراز كهربائي خارق على ان يتم تدشين هذهي الفئات قبل حلول العام 2025 لمواكبة احتياجات الأسواق العالمية. كما تؤكد شركة جينيسيس على انها باتت تقارع الألمان ووصلت لذروة صناعتها وستكون على جهازية عالية من التنافس في كافة الفئات

## روابط خارجية
- الموقع الرسمي للشركة بالولايات المتحدة
- مجتمع جينيسيس موتورز على الأنترنت
- Instagram